# Danny Boffin
Danny Boffin (10 de juliol de 1965) és un exfutbolista belga.

## Selecció de Bèlgica
Va formar part de l'equip belga a la Copa del Món de 1994. Entre d'altres, fou jugador de R.S.C. Anderlecht i FC Metz.